# Martin Kariya
Martin Tetsuya Kariya (Vancouver, 5 ottobre 1981) è un hockeista su ghiaccio canadese di origini giapponesi che ha giocato in American Hockey League, in Kontinental Hockey League e in Lega Nazionale A. È fratello minore di Paul e Steve Kariya, entrambi giocatori di hockey su ghiaccio.

## Carriera
Kariya crebbe nel campionato della NCAA presso la University of Maine dal 1999 al 2003. Nella stagione 2001–02 raggiunsero la finale NCAA, persa poi per 4-3 ai supplementari contro la University of Minnesota. Martin nell'ultimo anno fu anche capitano della squadra oltre ad esserne il capocannoniere, con 50 punti in 39 gare. Martin entrò in quell'anno nell'All-Star Team della lega Hockey East. Con la maglia dei Black Bears raggiunse l'11º posto come miglior cannoniere di sempre con 155 punti e fu incluso nella lista dei migliori giocatori del decennio.
Kariya attirò le attenzioni da parte dei Portland Pirates, squadra della AHL, per disputare i play-off nella stagione 2002-03. Il 22 luglio 2003 firmò un contratto con la squadra affiliata ai New York Islanders, i Bridgeport Sound Tigers valido per il campionato 2003–04.
A causa del lockout del 2005 Kariya mancò l'opportunità di debuttare in NHL, e decise di trasferirsi in Giappone presso i Nikko IceBucks, militanti in Asia League Ice Hockey, dove fu uno dei beniamini dei tifosi. Giocò la stagione successiva in Norvegia, nello Stjernen Hockey, riuscendo a toccare quota 65 punyi in 50 partite disputate. Tale exploit lo portò all'attenzione della squadra finlandese degli Espoo Blues, squadra della SM-liiga. Nella stagione 2006-2007 vinse il trofeo Veli-Pekka Ketola come top scorer della stagione regolare con 61 punti in 51 gare.
Dopo i due anni di successo in Europa Martin fu messo contratto dalla squadra NHL dei St. Louis Blues il 1º giugno 2007 per il campionato 2007-2008. Nel mese di ottobre, decisi gli ultimi tagli nella rosa, Kariya fu assegnato al farm team in AHL, i Peoria Rivermen. Kariya riuscì comunque ad imporsi a livello realizzativo ottenendo 53 punti in 71 partite.
Per la stagione 2008-2009 Martin decise di fare ritorno in Europa, e di provare l'esperienza nella Lega Nazionale A svizzera. Con la maglia dei SCL Tigers raggiunse il quinto posto nella classifica riservata ai top scorer. Il 15 luglio 2009 Kariya passò alla Dinamo Riga in KHL. In occasione del campionato 2009-2010, Martin divenne titolare nell'attacco della squadra lettone e mise a segno 22 punti in 38 gare. Dopo un infortunio Kariya aiutò Riga a superare il primo turno dei playoff contro lo SKA San Pietroburgo, con 5 punti in 4 gare.
Il 3 maggio 2010 Kariya fece ritorno in LNA firmando un contratto di due anni con l'HC Ambrì-Piotta. A causa di un grave infortunio nell'ottobre del 2011 poté disputare solo 14 incontri, saltando tutto il resto della stagione. Il 26 aprile il presidente della squadra Filippo Lombardi annunciò il ritiro dalle competizioni ufficiali del giocatore a causa delle troppe commozioni cerebrali subite nel corso della carriera.

## Palmarès

### Individuale
- Trofeo Veli-Pekka Ketola

2006-2007 (61 punti)